# فولاد ضد زنگ فریتی
فولاد ضد زنگ فریتی یکی از پنج خانواده فولاد ضد زنگ را تشکیل می‌دهد، چهار خانواده دیگر آستنیتی، مارتنزیتی، فولادهای زنگ نزن دوبلکس و پیرسختی هستند.  به عنوان مثال، بسیاری از فولادهای زنگ نزن سری AISI 400، فولادهای فریتی هستند. در مقایسه با انواع آستنیتی، اینها با کار سرد سختی کمتری دارند، کمتر قابل جوش هستند و نباید در دماهای برودتی استفاده شوند. برخی از انواع، مانند 430، مقاومت بسیار خوبی در برابر خوردگی دارند و در برابر حرارت بسیار مقاوم هستند.  فولاد فریتی نوعی از آلیاژ فولاد ضد زنگ است که حاوی بیش از 12 درصد کروم است. و در دوجنبه مهم با دیگر فولادهای ضدزنگ تفاوت دارد: ساختار مولکولی مرزدانه و ترکیب شیمیایی آن.

## تاریخچه
مهندس کانادایی الاصل فردریک مارک بکت (1875-1942) در اتحادیه کاربید فولاد ضد زنگ فریتی را در حدود سال 1912 بر اساس "استفاده از سیلیکون به جای کربن به عنوان یک عامل کاهنده در تولید فلز، در نتیجه ساخت فروآلیاژهای کم کربن و فولادهای خاص عملی کرد.". او یک آلیاژ آهنی با ۲۵ تا ۲۷ درصد کروم را کشف کرد که "اولین آلیاژی از آلیاژهای با کروم بالا بود که به عنوان فولاد ضد زنگ مقاوم در برابر حرارت شناخته شد."  فولادهای فریتی به این دلیل نامیده می شوند که از ریزساختارهایی به نام فریت" فریت یک فاز متالورژیکی آهن است که در آن عناصر آلیاژی فلزی در محلول جامد قرار دارند، اما کربن به طور موثر نامحلول است." ساخته شده‌اند.
فولادهای زنگ نزن فریتی در اوایل کشف شدند، اما تنها در دهه 1980 بود که شرایط برای رشد آنها فراهم شد و به نظر می‌رسد اولین تولید فولاد زنگ نزن فریتی در ژوئن 1920 بوده است :
- بدست آوردن سطوح کربن بسیار پایین در مرحله فولادسازی امکان پذیر بود.
- گریدهای قابل جوش توسعه داده شد.
- پردازش ترمومکانیکی مشکلات "روپینگ" و "ریدینگ" را حل کرد که منجر به تغییر شکل ناهمگن در طول کشش عمیق و سطوح بافت شد.
- بازارهای مصرف کننده نهایی (مانند لوازم خانگی ) در زمانی که تغییرات زیادی در قیمت نیکل وجود داشت، خواهان گریدهای ارزان تر با قیمت پایدارتر بودند.[۶] گریدهای فولاد ضد زنگ فریت برای برخی از کاربردها مانند لوازم خانگی جذاب شد.[۷]

## متالورژی
برای واجد شرایط بودن به عنوان فولاد ضد زنگ، آلیاژهای پایه آهن باید حداقل حاوی 10.5٪ کروم با مقدار کمی از نیکل یا بدون نیکل باشند.
نمودار فاز آهن-کروم نشان می دهد که تا حدود 13% کروم، فولاد پس از خنک شدن از فاز مایع از فاز فریتی α به فاز γ آستنیتی و بازگشت به α، دچار دگرگونی های متوالی می شود. وقتی مقداری کربن وجود داشته باشد، و اگر سرد شدن سریع اتفاق بیفتد، مقداری از آستنیت به مارتنزیت تبدیل می‌شود. تمپر کردن / بازپخت ساختار مارتنزیتی را به فریت و کاربید تبدیل می کند. از آنجایی که فولاد فریتی حاوی سطوح کربنی کمتر از 0.03 درصد است، معمولاً دارای شکل پذیری بالاتر از حد متوسط هستند. این بدان معنی است که فولادهای فریتی را می توان به طور قابل توجهی بدون خطر ضعیف شدن شکل داد.
برای مقادیر  17% به بالا کروم، فولاد ساختار فریتی در تمام دماها خواهد داشت.
بالاتر از 25% Cr، فاز سیگما ممکن است برای زمان‌های نسبتا طولانی در آن دما ظاهر شود و باعث ایجاد شکنندگی در دمای اتاق شود. فولادهای فریتی به دلیل ساختار فریتی خود، در دماهای بیش از 600 درجه سانتی گراد استحکام کمتری از خود نشان می دهند، اما نسبت به فولادهای زنگ نزن آستنیتی با دمای بالا در برابر شوک های حرارتی مقاوم تر هستند.

## مقاومت در برابر خوردگی
مقاومت در برابر خوردگی حفره ای "مقاومت در برابر خوردگی حفره ای یک ویژگی ضروری است که هنگام انتخاب اجزا و مواد برای یک سیستم  باید در نظر گرفته شود." فولادهای زنگ نزن با عدد معادل مقاومت حفره ای (PREN) تخمین زده می شود.
PREN = %Cr + 3.3%Mo + 16%N
در جایی که شرایط Cr، Mo و N با محتویات درصد وزنی کروم ، مولیبدن و نیتروژن به ترتیب در فولاد مطابقت دارد.
نیکل (Ni) هیچ نقشی در مقاومت در برابر خوردگی حفره ای ندارد، بنابراین فولادهای زنگ نزن فریتی می توانند به اندازه گریدهای آستنیتی در برابر این شکل از خوردگی مقاوم باشند.
علاوه بر این، گریدهای فریتی در برابر ترک خوردگی ناشی از خوردگی تنشی (SCC) بسیار مقاوم هستند. ریزساختارهای موجود در فولادهای فریتی، درجه بالایی از مقاومت در برابر SCC را به آن‌ها می‌دهد و آنها را به انتخاب خوبی برای استفاده در محیط‌ها و کاربردهایی که ممکن است کلریدها وجود داشته باشد، تبدیل می‌کند.

## مشخصات فیزیکی
فولادهای ضد زنگ فریتی مغناطیسی و غیرقابل عملیات حرارتی و قابل بازیافت و سازگار با محیط زیست هستند. برخی از خواص فیزیکی، الکتریکی، حرارتی و مکانیکی مهم آنها در جدول زیر آورده شده است. در مقایسه با فولادهای زنگ نزن آستنیتی ، رسانایی حرارتی بهتری را ارائه می دهند. به این معنی که گرما می تواند به طور موثر در آنها حرکت کند که برای کاربردهایی مانند مبدل های حرارتی و دیگ بخار یک امتیاز مثبت است. ضریب انبساط حرارتی نزدیک به فولاد کربنی ، جوشکاری به فولادهای کربنی را تسهیل می کند.

## َشکل پذیری[۲]
سختی فولاد از کربن ناشی می‌شود، با این حال کربن نیز به انعطاف‌پذیری کمتر و شکننده‌تر شدن فولاد کمک می‌کند. از آنجایی که فولاد فریتی حاوی سطوح کربنی کمتر از 0.03 درصد است، معمولاً دارای شکل پذیری بالاتر از حد متوسط هستند. این بدان معنی است که فولادهای فریتی را می توان به طور قابل توجهی بدون خطر ضعیف شدن شکل داد.
محتوای کربن پایین فولادهای فریتی همچنین خواص شکل پذیری استثنایی را برای آنها فراهم می‌کند و به آنها اجازه می‌دهد بدون نیاز به مشکلاتی مانند ترک خوردگی یا گلویی شدن به اشکال متعددی درآیند.
فواید ترکیب کم کربن فولاد فریتی با برخی معایب همراه است. به عنوان مثال، سخت شدن فولادهای فریتی از طریق عملیات حرارتی امکان پذیر نیست. علاوه بر این، برخی از انواع فولاد فریتی ممکن است هنگام جوشکاری مشکلاتی مانند ترک‌خوردگی غیرمنتظره در امتداد منطقه تأثیر گرما نشان دهند.

## انواع فولادهای ضد زنگ فریتی[۲]
فولادهای ضد زنگ فریتی را می توان به پنج گروه مجزا تقسیم کرد. این گروه‌ها از نظر مقادیر دقیق فلزات مختلف و همچنین ویژگی‌های عملکرد خاص آنها متفاوت است.
- فولادهای فریتی گروه 1 جزو کم هزینه ترین انواع فولاد ضد زنگ هستند. سطح کروم بسیار پایینی دارند، به این معنی که در طول زمان لایه‌ای از زنگ سطحی موضعی را جمع می‌کنند.
- فولادهای فریتی گروه 2 متداول ترین نوع مورد استفاده هستند. این فولادها به دلیل سطح کروم بالاتر، مقاومت به خوردگی بیشتری دارند. فولادهای فریتی گروه 2 به طور کلی برای ویژگی های ساختمان و لوازم داخلی استفاده می شود.
- فولادهای فریتی گروه 3 به دلیل سهولت شکل دهی و جوشکاری خود به خوبی شناخته شده اند، به این معنی که برای طیف وسیعی از کاربردها مناسب هستند.
- فولادهای زنگ نزن فریتی گروه 4 حاوی مقادیر بیشتری مولیبدن هستند که مقاومت آنها در برابر خوردگی را بیشتر بهبود می بخشد. این نوع فولاد معمولاً برای کاربردهای با رطوبت بالا مانند سیستم های اگزوز و مخازن آب گرم استفاده می شود.
- فولادهای فریتی گروه 5 دارای بالاترین سطح کروم هستند که به آنها درجه‌ای از مقاومت در برابر خوردگی می دهد که با همه فلزات به جز تعداد انگشت شماری دیگر قابل مقایسه نیست.